# Attheyella ruttneri
Attheyella ruttneri är en kräftdjursart som beskrevs av Claude Chappuis 1931. Attheyella ruttneri ingår i släktet Attheyella och familjen Canthocamptidae. Inga underarter finns listade i Catalogue of Life.